# Козицький Сергій Олександрович

Сергій Козицький

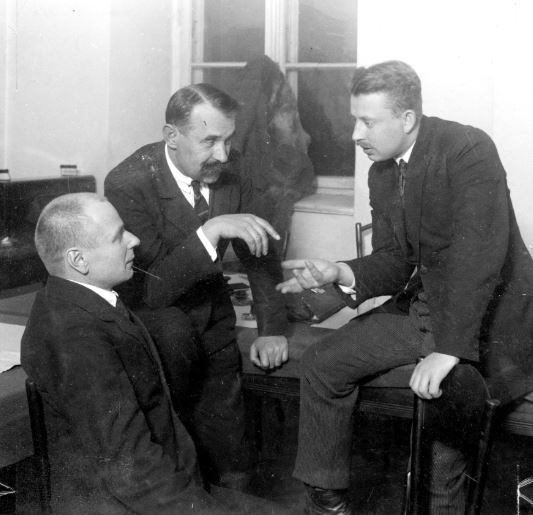
Українські депутати Польського сейму. Зліва на право: Максим Чучмай, Сергій Козицький, Павло Васиньчук. 1924 рік.

Козицький Сергі́й Олекса́ндрович (нар. 20 жовтня 1883, Володимир — пом. 10 січня 1941, Острог) — український композитор, просвітник, громадський і політичний діяч. 1922—28 — посол до польського сейму й голова українського парламентського клубу; 1928—30 — член польського сенату.

## Життєпис
Навчався у Вчительській семінарії в Холмі, Учительському інституті в Москві, Українському державному університеті в Камʼянці-Подільському.
З 1921 р. працював народним учителем, 1922—1927 — учитель у с. Михалківці Здолбунівського повіту Волинського воєводства, регент церковного хору, очолював товариство «Просвіти», створив ансамбль народних інструментів та світський напівпрофесійний хор..
Один з організаторів Сель-Союзу, згодом член Сель-Робу. У 1922—1927 також посол парламенту, 1928—1930 — сенатор. У парламенті — голова фракції Сель-Робу в Українській Парляментарній Репрезентації.
У листопаді 1930 р. засуджений на 18 місяців за антидержавну діяльність.
З 1938 р. — диякон у Луцькому повіті.
Писав музику на власні поетичні твори. Робив обробки народних пісень, що дозволяло Михалківському просвітянському хору займати перші місця на багатьох пісенно-музичних конкурсах-олімпіадах. Відомо, що наприкінці 20-х — на початку 30-х рр. перші місця були здобуті на олімпіадах «Просвіти» ім. Т. Г. Шевченка у Здолбунові, Острозі, Дермані, Здовбиці. Займаючись збором пісенного фольклору, здійснював обробки народних пісень півдня Волині й окремих районів Полісся. У с. Острові Радивилівського району ним було записано і розшифровано понад 100 пісень зимового циклу. Окрім того, багато творів Т. Г. Шевченка, покладені ним на музику, здобули популярне звучання.